# Traitement primaire de l'eau
Pour un article plus général, voir Traitement des eaux usées.
 (février 2016).
Si vous disposez d'ouvrages ou d'articles de référence ou si vous connaissez des sites web de qualité traitant du thème abordé ici, merci de compléter l'article en donnant les références utiles à sa vérifiabilité et en les liant à la section « Notes et références ».

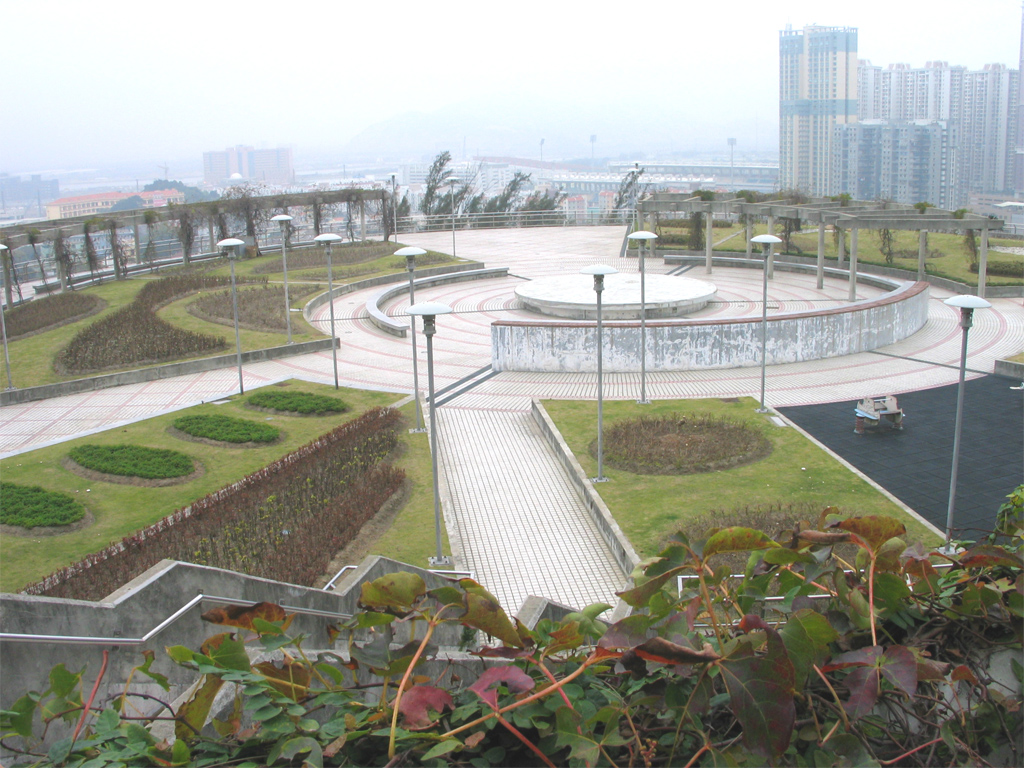
Usine de traitement d'eau.

Le traitement primaire de l'eau désigne les processus de traitement mécaniques de l'eau (eau brute destinée à la production d'eau potable, eaux destinées à des usages industriels ou eaux usées) visant à éliminer les objets ou détritus grossiers (macroscopiques). Ces traitements sont des procédés physiques : dégrillage, dessablage, déshuilage et décantation.

## Dégrillage
Le dégrillage est la première étape de la filtration du traitement, qui consiste à retenir tous les gros déchets tels que les morceaux de bois, les feuilles, les bouteilles en plastiques, les canettes, etc.. Pour ce faire, on met en place un système de grilles, dont l'espacement est variable et de l'ordre de quelques centimètres. Dès que les grilles sont encombrées par les déchets, un racleur monte le long des grilles et fait tomber ces déchets dans une benne.

## Dessablage/déshuilage
Le dessablage/déshuilage consiste à laisser passer l'eau lentement dans un bassin ; les particules lourdes vont avoir tendance à aller vers le fond alors que les huiles vont rester en surface.

## Décantation
Dans un corps d'eau immobile, les particules en suspension plus lourdes que l'eau sont soumises à leur poids apparent (poids réel moins poussée d'Archimède). Elles chutent lentement pour s'accumuler sur le fond : c'est la décantation. Leur vitesse de chute obéit à la loi de Stokes :
| Une suspension se compose : - d'un liquide dans lequel les particules baignent : masse volumique {\displaystyle r_{1}} et viscosité {\displaystyle m} ; - de particules solides en suspension : masse volumique {\displaystyle r_{2}} et de rayon apparent (on assimile la particule à une sphère) {\displaystyle R}. Ces particules sont donc soumises à une force résultante {\displaystyle F_{r}}, résultant : - du poids : {\displaystyle P=m\,g=V\,r_{2}\,g} ; - de la force d'Archimède : {\displaystyle F_{a}=V\,r_{1}\,g} avec {\displaystyle V} le volume d'une particule : {\displaystyle F_{r}=V\,(r_{2}-r_{1})\,g}. Par cette force, les particules se mettent en mouvement (elles subissent une accélération). À mesure que la vitesse augmente, une nouvelle force, appelée « traînée » et notée {\displaystyle F_{f}}, apparaît qui s'oppose au mouvement. Lorsque {\displaystyle F_{r}+F_{f}=0}, la vitesse se stabilise : c'est la vitesse de sédimentation {\displaystyle V_{s}}. La loi de Stokes donne cette vitesse {\displaystyle V_{s}} et soit : - {\displaystyle R}, rayon apparent de la particule en décantation (de volume {\displaystyle V={\frac {4}{3}}\,\pi \,R^{3})} ; - {\displaystyle \mu }, viscosité du fluide ; - {\displaystyle g}, accélération de la pesanteur, {\displaystyle v={\frac {2}{9}}{\frac {(r_{1}-r_{2})\,g\,R^{2}}{\mu }}} Le terme {\displaystyle {\frac {2}{9}}{\frac {(r_{1}-r_{2})\,g}{\mu }}} est constant : c'est la constante de Stokes notée {\displaystyle C}. La formule peut donc plus simplement s'écrire {\displaystyle v=C\,R^{2}}. La loi de Stokes est valide pour des particules sphériques dont la taille n'excède pas 0,1 mm. En première approximation, elle est appliquée à toute particule sédimentaire de petite taille (sable fin, limon, argile). |

Une des techniques les plus simples concernant la décantation est la décantation statique par exemple avec un décanteur vertical. L'alimentation se fait par le bas, les particules sédimentent et peuvent être récupérées au fond du cône, tandis que l'eau traitée est évacuée par le haut, par débordement.
La vitesse de sédimentation est malheureusement généralement faible. Il faut donc faire appel à la décantation dynamique grâce à laquelle on peut agir sur la trajectoire pour séparer en continu des particules de taille et de masse volumique différentes. Ce type de décanteur est aussi appelé décanteur lamellaire. Il améliore considérablement la vitesse de décantation. Les décanteurs actuellement utilisés sont, dans de petites installations, des décanteurs horizontaux à lamelles ; pour de très grosses installations, on lui préférera des décanteurs fonctionnant grâce à ce principe mais avec un fonctionnement encore un peu plus optimisé.

## Floculation
La floculation est un procédé optionnel de coagulation par ajout de polymère (floculant) aux eaux à traiter pour accélérer leur décantation. Les polymères entraient une accrétion des colloïdes ce qui permet d'agglomérer les matières colloïdales entre elles. Les flocons plus volumineux, on[Qui ?] parle aussi de « floc », se déposent alors plus rapidement par gravité.
Elle est aussi accélérée par une régulation d'un pH optimum pour obtenir la meilleure précipitation possible de l'ensemble des hydroxydes métalliques qui viennent d'apparaître grâce à la réaction de coagulation. On se sert d'hydroxyde de calcium Ca(OH)2, appelé aussi lait de chaux ou chaux éteinte, et d'acide sulfurique H2SO4 pour réguler ce pH optimum qui se situe entre 8,45 et 8,9[réf. nécessaire].

## Flottation
La flottation permet de séparer les matières rassemblées en floc comme pour la décantation, mais s'applique aux matières qui ne décantent pas ou très lentement : graisses, hydrocarbures… La flottation consiste généralement en l'injection de fines bulles d'air dans le bassin de déshuilage, permettant de faire remonter rapidement les matières hydrophobes en surface. Leur élimination se fait ensuite par raclage de la surface et déversement par surverse.

## Filtration

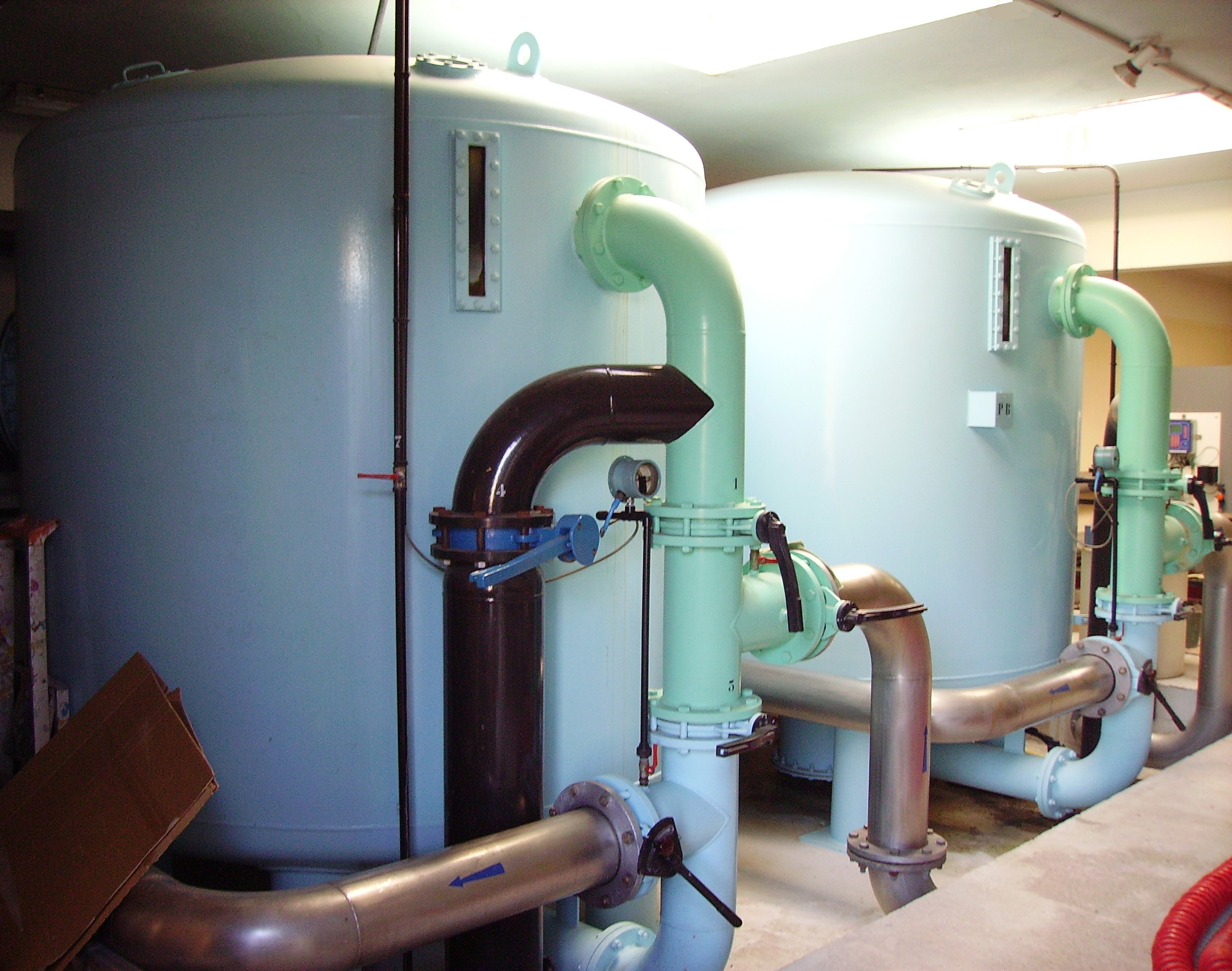
Cuves de filtration à sable d'une piscine.

Les premiers principes de filtration furent inspirés du filtrage naturel de l'eau qui traverse les différentes couches de la Terre, avant d'atteindre des « réservoirs souterrains ». Malheureusement, ce procédé est beaucoup trop lent pour traiter de grandes quantités d'eau. Notons cependant que l'eau ainsi filtrée est souvent d'excellente qualité.
On utilise maintenant des batteries de filtres en fonction du traitement qu'a subi l'eau avant d'arriver à ce stade. Pour une station de traitement d'eau classique, les divers traitements sont : mélange rapide avec un coagulant, floculation, décantation, filtration.
La filtration nécessaire après tous ces traitements est un filtrage rapide appelé « filtration conventionnelle mono- ou bicouche ». Les matériaux de filtration rencontrés dans le traitement des eaux de consommation sont nombreux. Ils doivent présenter les qualités suivantes : être insolubles, non friables, et ne doivent relarguer aucune substance susceptible d'altérer la qualité de l'eau.
Les trois matériaux les plus employés sont :
- le sable, utilisé en filtration, est un matériau naturel, à base de silice, provenant de rivières, de gisements naturels, de dunes ou obtenu à partir de galets marins. Sa densité réelle est d'environ 2,5  à   2,7 ;
  - le sable concassé est obtenu par un broyage de silex de carrière ou de galets de mer, suivi d'opérations de lavage, séchage et tamisage. Il présente des grains anguleux, favorables à la rétention des particules lors de la filtration,
  - le sable roulé est un sable naturel, tamisé après lavage et séchage. Contrairement au sable concassé, il possède des grains arrondis, et existe dans des gammes de granulométrie, c'est-à-dire de dimension du sable, plus restreintes ;

- l'anthracite, matériau à base de carbone, obtenu par calcination de matériel végétal tel que le bois ou la tourbe. Il se présente sous la forme de grains durs et anguleux. Sa densité réelle est de l'ordre de 1,45 à 1,75 ;

- le charbon actif est également un matériau à base de carbone, obtenu par calcination et activation de bois, houille, tourbe ou noix de coco.

Pour une filtration classique, les matériaux les plus courants sont le sable et l'anthracite.
Le sable est employé seul en tant que monocouche ou associé à de l'anthracite dans les filtres bicouches.
Les supports de filtration biologique (déferrisation, démanganisation, nitrification, dénitrification) sont le sable et le charbon actif en grains.